# العلاقات الغواتيمالية الهايتية
العلاقات الغواتيمالية الهايتية هي العلاقات الثنائية التي تجمع بين غواتيمالا وهايتي.

## مقارنة بين البلدين
هذه مقارنة عامة ومرجعية للدولتين:
| وجه المقارنة                                              | غواتيمالا       | هايتي                                |
| --------------------------------------------------------- | --------------- | ------------------------------------ |
| المساحة (كم2)                                             | 108.89 ألف      | 27.75 ألف                            |
| عدد السكان (نسمة)                                         | 17.26 مليون     | 10.98 مليون                          |
| الكثافة السكانية (ن./كم²)                                 | 158.51          | 395.68                               |
| العاصمة                                                   | غواتيمالا       | بورت أو برانس                        |
| اللغة الرسمية                                             | اللغة الإسبانية | لغة فرنسية، اللغة الكريولية الهايتية |
| العملة                                                    | كتزال غواتيمالي | جوردة هايتية                         |
| الناتج المحلي الإجمالي (بليون دولار)                      | 75.62 مليار     | 8.41 مليار                           |
| الناتج المحلي الإجمالي (تعادل القوة الشرائية) بليون دولار | 126.21 مليار    | 18.82 مليار                          |
| الناتج المحلي الإجمالي الاسمي للفرد دولار أمريكي          | 3.90 ألف        | 818                                  |
| الناتج المحلي الإجمالي للفرد دولار أمريكي                 | 7.45 ألف        | 1.73 ألف                             |
| مؤشر التنمية البشرية                                      | 0.627           | 0.483                                |
| رمز المكالمات الدولي                                      | +502            | +509                                 |
| رمز الإنترنت                                              | .gt             | .ht                                  |
| المنطقة الزمنية                                           | 00              | 00                                   |

## منظمات دولية مشتركة
يشترك البلدان في عضوية مجموعة من المنظمات الدولية، منها:
| علم المنظمة | اسم المنظمة                                                          | تاريخ انضمام غواتيمالا | تاريخ انضمام هايتي |
| ----------- | -------------------------------------------------------------------- | ---------------------- | ------------------ |
|             | منظمة الشرطة الجنائية الدولية                                        | ?                      | ?                  |
|             | منظمة التجارة العالمية                                               | ?                      | ?                  |
|             | البنك الدولي للإنشاء والتعمير                                        | 28 ديسمبر 1945         | 8 سبتمبر 1953      |
|             | منظمة حظر الأسلحة الكيميائية                                         | ?                      | ?                  |
|             | مؤسسة التنمية الدولية                                                | 27 أبريل 1961          | 13 يونيو 1961      |
|             | الأمم المتحدة                                                        | 21 نوفمبر 1945         | 24 أكتوبر 1945     |
|             | يونسكو                                                               | 2 يناير 1950           | 18 نوفمبر 1946     |
|             | الاتحاد البريدي العالمي                                              | ?                      | ?                  |
|             | وكالة حظر الأسلحة النووية في أمريكا اللاتينية ومنطقة البحر الكاريبي ‏ | ?                      | ?                  |
|             | المركز الدولي لتسوية المنازعات الاستشارية                            | 20 فبراير 2003         | 26 نوفمبر 2009     |
|             | مؤسسة التمويل الدولية                                                | 20 يوليو 1956          | 20 يوليو 1956      |
|             | الاتحاد الدولي للاتصالات                                             | 10 يوليو 1914          | 10 أكتوبر 1927     |
|             | وكالة ضمان الاستثمار متعدد الأطراف                                   | 11 يوليو 1996          | 11 ديسمبر 1996     |

## وصلات خارجية
- موقع وزارة الخارجية الغواتيمالية
- موقع وزارة الخارجية الهايتية